# Дерек Фрейташ Рібейру
Дерек Фрейташ Рібейру або просто Дерек (порт.-браз. Derek Freitas Ribeiro, нар. 2 грудня 1997, Ріо-де-Жанейро, Бразилія) — бразильський футболіст, півзахисник та нападник «Гуарані» (Кампінас).

## Життєпис
Вихованець футбола міста Ріо-де-Жанейро, перший тренер — Жосіас. На дитячому рівні захищав кольори клубу «Нова Ігуаса», а на юнацькому та молодіжному рівні — «Флуміненсе». У дорослому футболі 19-річний Дерек дебютував 2017 року в складі «Артсул». На початку 2018 року приєднався до «Мадуейри». У складі команди дебютував 23 січня 2018 року в програному (0:1) домашньому поєдинку 3-го туру Ліги Каріока проти СК «Боавішта». Дерек вийшов на поле на 67-й хвилині, замінивши Дугласа Ліму. Дебютним голом за «Мадуейру» відзначився 18 березня 2018 року на 75-й хвилині переможного (3:0) виїзного поєдинку 6-го туру Ліги Каріоки проти «Бангу». Рібейру вийшов на поле на 68-й хвилині, замінивши Жоау Карлуша Каштру. У чемпіонаті Бразилії Серії D дебютував 21 квітня 2018 року в нічийному (0:0) домашньому поєдинку 1-го туру проти Ліненсе. Дерек вийшов на поле в стартовому складі, а на 53-й хвилині його замінив Родрігіньйо. У сезоні 2018 року зіграв 6 матчів (1 гол) у Лізі Каріока та 3 поєдинки у Серії D. Сезон 2019 року також розпочав у складі «Мадуейри», проте виступав виключно в Лізі Каріока (4 матчі).
Наприкінці жовтня 2019 року перейшов до «Металіста 1925». У футболці харківського клубу дебютував 26 жовтня 2019 року на 65-й хвилині переможного (4:2) виїзного поєдинку 15-го туру Першої ліги проти кременчуцького «Кременя». Рібейру вийшов на поле в стартовому складі та відіграв увесь матч.
Через повномасштабне російське вторгнення в Україну дію контракту футболіста з «Металістом 1925» було призупинено, і Дерек 1 квітня 2022 року на правах оренди до кінця сезону 2021/22 перейшов до клубу бразильської Серії B «Шапекоенсе». 1 липня 2022 року термін угоди гравця з «Металістом 1925» завершився.

## Досягнення
«Металіст 1925»:
 Бронзовий призер Першої ліги України: 2020/21